# Fiddekulla
Fiddekulla är en småort i Emmaboda kommun i Kalmar län belägen i Vissefjärda socken.
Fiddekulla är en by belägen strax utanför det lilla samhället Vissefjärda. Namnet Fiddekulla sägs bestå av leden fidde ’gyttja, kärr’ och kulla ’ås, höjd’ som lär vara en äldre beskrivning av byns marker. Beskrivningen stämmer till viss del fortfarande in på byn då Fiddekulla är rikt på åsar. En större del av Fiddekullas landskap utgjordes av odlings- och betesmark, och skog fram till mitten av 1980-talet. Idag finns ingen odlingsmark kvar men betesmark och skog går fortfarande att finna. I byn betar såväl hästar, kor och får större delen av året. 
Totalt finns idag 32 bostadshus i byn. 